# Oithona plumifera
Oithona plumifera is een eenoogkreeftjessoort uit de familie van de Oithonidae. De wetenschappelijke naam van de soort is voor het eerst geldig gepubliceerd in 1843 door Baird.